# Джемаил Максут
Джемаил Максут (на турски: Cemail Maksut; на македонска литературна норма: Џемаил Максут) е актьор от Република Македония от турски произход.

## Биография
Роден е в Скопие на 8 май 1933 г. През 1964 г. завършва Философския факултет на Скопския университет в групата за английски език. В периода 1953-1991 г. е член на турската драма в Театъра на народностите в Скопие. Умира в Скопие на 28 декември 2001 г.

## Филмография
- 1966; До победата и след нея (поддържаща роля)
- 1975; Яд (поддържаща роля)
- 1976; Най-дългият път (поддържаща роля)
- 1981; Цървеният кон (поддържаща роля)
- 1985; Възел (поддържаща роля)
- 1987; Хай-фай (поддържаща роля)
- 1993; Македонска сага (поддържаща роля)
- 1994; Преди дъжда (поддържаща роля)
- 1995; Ангели на боклука (поддържаща роля)
- 1997; През езерото (поддържаща роля)
- 2001; Прашина (поддљжана роља)